# Liste des cavités naturelles les plus longues de la Gironde
La liste des cavités naturelles les plus longues de la Gironde recense, sous forme de tableau(x), les cavités souterraines naturelles connues dans ce département français, dont le développement est supérieur ou égal à cinq cents mètres.
La communauté spéléologique considère qu'une cavité souterraine naturelle n'existe vraiment qu'à partir du moment où elle est « inventée » c'est-à-dire découverte (ou redécouverte), inventoriée, topographiée et publiée. Bien sûr, la réalité physique d'une cavité naturelle est la plupart du temps bien antérieure à sa découverte par l'homme ; cependant tant qu'elle n'est pas explorée, mesurée et révélée, la cavité naturelle n'appartient pas au domaine de la connaissance partagée.
La liste spéléométrique des 30 plus longues cavités naturelles de la Gironde (≥ cinq cents mètres) est actualisée à fin décembre 2019.
La plus longue cavité souterraine naturelle répertoriée dans le département de la Gironde est  « la grotte du Grand Antoine », sur les communes de  Frontenac et Rauzan (cf. ligne 1 du tableau ci-dessous).

## Répartition géographique
| \| Bordeaux Arcachon Blaye Langon Lesparre-Médoc Libourne \| Répartition géographique des cavités naturelles de la Gironde. |
| Bordeaux Arcachon Blaye Langon Lesparre-Médoc Libourne                                                                      |

## Histogramme à 4 classes
| \| Histogramme de la répartition des plus longues cavités naturelles de la Gironde par classe de développement -- Les 30 cavités citées fin 2019 sont réparties en 4 classes de développement -- \| \| \| \| \| \| \| \| \| \| \| \| \| \| \| classe I >= 5 000 m 1 cavité[s] \| classe II >= 2 000 m et < 5 000 m 9 cavités \| classe III >= 1 500 m et < 2 000 m 3 cavités \| classe IV >= 500 m et < 1 500 m 17 cavités \| \| |                                 |                                             |                                              |                                            |  |
| Le graphique qui aurait dû être présenté ici ne peut pas être affiché car il utilise l'ancienne extension Graph, désactivée pour des questions de sécurité. Des indications pour créer un nouveau graphique avec la nouvelle extension Chart sont disponibles ici . |                                 |                                             |                                              |                                            |  |
| Histogramme de la répartition des plus longues cavités naturelles de la Gironde par classe de développement -- Les 30 cavités citées fin 2019 sont réparties en 4 classes de développement -- |                                 |                                             |                                              |                                            |  |
| |                                 |                                             |                                              |                                            |  |
| | classe I >= 5 000 m 1 cavité[s] | classe II >= 2 000 m et < 5 000 m 9 cavités | classe III >= 1 500 m et < 2 000 m 3 cavités | classe IV >= 500 m et < 1 500 m 17 cavités |  |

## Cavités de la Gironde (France) de développement supérieur à5 000 mètres
1 cavité est recensée dans cette « classe I » au 31 décembre 2020.
| N° | Cavité (autres noms)    | Commune   | Massif ou zone | Coord. (WGS 84)                                    | Dévelop. (mètres)  | Déniv. (mètres) | Sources ou références                                      | Mise à jour |
| -- | ----------------------- | --------- | -------------- | -------------------------------------------------- | ------------------ | --------------- | ---------------------------------------------------------- | ----------- |
| 1  | Grotte du Grand Antoine | Frontenac |                | 44° 44′ 05″ N, 0° 07′ 27″ O (entrée préhistorique) | +10 000, m environ | +10, m          | Spéléométrie de la France, Plongeesout & La cordelette n°6 | 2022-12     |

## Cavités de la Gironde (France) de développement compris entre2 000 mètreset4 999 mètres
9 cavités sont recensées dans cette « classe II » au 31 décembre 2020.
| N° | Cavité (autres noms)                                        | Commune                                                        | Massif ou zone  | Coord. (WGS 84) | Dévelop. (mètres) | Déniv. (mètres) | Sources ou références                                             | Mise à jour |
| -- | ----------------------------------------------------------- | -------------------------------------------------------------- | --------------- | --- | ----------------- | --------------- | ----------------------------------------------------------------- | ----------- |
| 2  | Réseau Trou de la Barrique - Trou Noir                      | Saint-Martin-du-Puy                                            | Entre-deux-Mers | 44° 40′ 01″ N, 0° 02′ 41″ O (perte du Trou de la Barrique) 44° 39′ 40″ N, 0° 02′ 07″ O (résurgence du Trou Noir)             | +2 800, m         | +25, m          | Spéléométrie de la France & Natura 2000 & Grottocenter & Karsteau | 2019-01     |
| 3  | Font du Roc                                                 | Saint-Quentin-de-Caplong                                       |                 | 44° 48′ 23″ N, 0° 09′ 33″ E                                                                                                  | +2 700, m environ | NC              | Spéléométrie de la France                                         | 2000-12     |
| 4  | Grotte Célestine                                            | Rauzan                                                         | Entre-deux-Mers | 44° 46′ 36″ N, 0° 07′ 34″ O                                                                                                  | +2 500, m         | +13, m          | Spéléométrie de la France                                         | 2000-12     |
| 5  | Ruisseau souterrain de Villesèque                           | Blasimon et Rauzan                                             | Entre-deux-Mers | 44° 46′ 45″ N, 0° 06′ 31″ O (entrée) 44° 46′ 46″ N, 0° 06′ 51″ O (source)                                                    | +2 317, m         | +15, m          | Karsteau                                                          | 2011-10     |
| 6  | Réseau du Bois de l'Anguille                                | Saint-Félix-de-Foncaude, Saint-Exupéry & Saint-Laurent-du-Bois |                 | 44° 38′ 52″ N, 0° 06′ 51″ O                                                                                                  | +2 300, m         | NC              | Spéléométrie de la France                                         | 2000-12     |
| 7  | Perte de Fontarneau                                         | Blasimon                                                       |                 | 44° 45′ 11″ N, 0° 08′ 03″ O                                                                                                  | +2 050, m         | NC              | Karsteau & Grottocenter                                           | 2002-01     |
| 8  | Réseau de Grand Pont (entrée nord, entrée ouest, émergence) | Saint-Martin-du-Puy                                            | Entre-deux-Mers | 44° 40′ 38″ N, 0° 02′ 13″ O (émergence) 44° 40′ 57″ N, 0° 01′ 50″ O (entrée nord) 44° 40′ 55″ N, 0° 02′ 14″ O (entrée ouest) | +2 040, m         | +15, m          | Spéléométrie de la France & Karsteau                              | 2020-10     |
| 9  | Grotte de Lionet                                            | Blasimon                                                       |                 | 44° 45′ 20″ N, 0° 06′ 35″ O                                                                                                  | +2 000, m         | NC              | Spéléométrie de la France                                         | 2000-12     |
| 10 | Grotte de Seiglière                                         | Baigneaux                                                      |                 | 44° 43′ 47″ N, 0° 11′ 22″ O                                                                                                  | +2 000, m         | NC              | Spéléométrie de la France                                         | 2000-12     |

## Cavités de la Gironde (France) de développement compris entre1 500 mètreset1 999 mètres
3 cavités sont recensées dans cette « classe III » au 31 décembre 2019.
| N° | Cavité (autres noms)  | Commune              | Massif ou zone  | Coord. (WGS 84)             | Dévelop. (mètres) | Déniv. (mètres) | Sources ou références                | Mise à jour |
| -- | --------------------- | -------------------- | --------------- | --------------------------- | ----------------- | --------------- | ------------------------------------ | ----------- |
| 11 | Grotte de Ferchauds   | Margueron            | Entre-deux-Mers | 44° 45′ 49″ N, 0° 15′ 49″ E | +01 866, m        | NC              | Spéléométrie de la France & Karsteau | 2000-12     |
| 12 | Grotte de Pellegries  | Faleyras             |                 | 44° 45′ 46″ N, 0° 13′ 57″ O | +01 800, m        | NC              | Spéléométrie de la France & Karsteau | 2000-12     |
| 13 | Grotte de Castelmoron | Castelmoron-d'Albret | Entre-deux-Mers | 44° 40′ 50″ N, 0° 00′ 45″ O | +01 600, m        | NC              | Karsteau                             | 2019-04     |

## Cavités de la Gironde (France) de développement compris entre500 mètreset1 499 mètres
17 cavités sont recensées dans cette « classe IV » au 31 décembre 2020.
| N° | Cavité (autres noms)                                  | Commune                                                                      | Massif ou zone  | Coord. (WGS 84)                                                                                                  | Dévelop. (mètres) | Déniv. (mètres) | Sources ou références                                                                | Mise à jour |
| -- | ----------------------------------------------------- | ---------------------------------------------------------------------------- | --------------- | --- | ----------------- | --------------- | ------------------------------------------------------------------------------------ | ----------- |
| 14 | Ruisseau souterrain du Bois Madame                    | Saint-Quentin-de-Caplong                                                     | Entre-deux-Mers | 44° 47′ 24″ N, 0° 07′ 48″ E                                                                                      | +01 483, m        | NC              | Karsteau                                                                             | 2019-02     |
| 15 | Grotte du Grand-Homme                                 | Blasimon                                                                     |                 | 44° 44′ 40″ N, 0° 06′ 12″ O                                                                                      | +01 393, m        | NC              | Spéléométrie de la France                                                            | 2000-12     |
| 16 | Grotte de la Fosse                                    | Riocaud                                                                      | Entre-deux-Mers | 44° 45′ 21″ N, 0° 12′ 31″ E                                                                                      | +01 307, m        | NC              | Spéléométrie de la France & Karsteau                                                 | 2000-12     |
| 17 | Grotte du Craimail                                    | Margueron                                                                    |                 | 44° 46′ 04″ N, 0° 13′ 09″ E                                                                                      | +01 000, m        | NC              | Karsteau & Michel Olive                                                              | 2000-12     |
| 18 | Grotte de l'École                                     | Saint-Martin-de-Lerm                                                         |                 | 44° 38′ 52″ N, 0° 02′ 29″ O                                                                                      | +01 000, m        | NC              | Spéléométrie de la France                                                            | 2000-12     |
| 19 | Réseau de la Petite Grange                            | Blasimon                                                                     |                 | 44° 46′ 07″ N, 0° 04′ 53″ O                                                                                      | +00900, m         | NC              | Spéléométrie de la France                                                            | 2000-12     |
| 20 | Grotte de Gourdin                                     | Auriolles                                                                    |                 | 44° 44′ 35″ N, 0° 02′ 29″ E                                                                                      | +00850, m         | NC              | Spéléométrie de la France                                                            | 2000-12     |
| 21 | Réseau de Naudonnet                                   | Escoussans                                                                   | Entre-deux-Mers | 44° 40′ 17″ N, 0° 16′ 48″ O (entrée inférieure)                                                                  | +00840, m         | +12, m          | Spelunca n°67 & Spéléométrie de la France & Karsteau                                 | 2019-02     |
| 22 | Grotte au(x) Bison(s) alias Puits du Porion           | Martres                                                                      | Entre-deux-Mers | 44° 42′ 05″ N, 0° 09′ 48″ O                                                                                      | +00800, m         | +10, m          | Spéléométrie de la France & Philippe Audra                                           | 2010-10     |
| 23 | Grotte de Catalogne                                   | Saint-Exupéry                                                                |                 | 44° 38′ 23″ N, 0° 05′ 55″ O                                                                                      | +00732, m         | NC              | Spéléométrie de la France                                                            | 2000-12     |
| 24 | Perte des Cluzets                                     | Blasimon                                                                     |                 | 44° 45′ 07″ N, 0° 05′ 22″ O                                                                                      | +00670, m         | NC              | Spéléométrie de la France                                                            | 2000-12     |
| 25 | Grotte de Villepreux                                  | Saint-Martin-de-Lerm (entrée CRES) & Saint-Martin-du-Puy (entrée supérieure) | Entre-deux-Mers | 44° 39′ 36″ N, 0° 02′ 28″ O (entrée CRES) 44° 39′ 36″ N, 0° 02′ 28″ O (entrée supérieure)                        | +00649, m         | +14, m          | Spéléométrie de la France, Karsteau & CRES                                           | 2018-03     |
| 26 | Grotte du Curé                                        | Blasimon                                                                     | Entre-deux-Mers | 44° 44′ 27″ N, 0° 06′ 19″ O Cavité sensible selon Karsteau                                                       | +00637, m         | +07, m          | Karsteau                                                                             | ?-?         |
| 27 | Turon de Taillefer                                    | Jugazan                                                                      |                 | 44° 46′ 21″ N, 0° 09′ 06″ O                                                                                      | +00600, m         | NC              | Spéléométrie de la France                                                            | 2000-12     |
| 28 | Grotte du Maurey alias Réseau de la Bonne-Nouvelle II | Blasimon                                                                     | Entre-deux-Mers | 44° 44′ 27″ N, 0° 06′ 23″ O (entrée n°1) 44° 44′ 27″ N, 0° 06′ 20″ O (entrée n°2) Cavité sensible selon Karsteau | +00600, m         | +10, m          | Philippe Audra                                                                       | 2010-10     |
| 29 | Grotte de Ségur                                       | Landerrouet-sur-Ségur                                                        | Entre-deux-Mers | 44° 39′ 52″ N, 0° 00′ 54″ O                                                                                      | +00578, m         | NC              | Spéléométrie de la France & Karsteau                                                 | 2000-12     |
| 30 | Grotte du Perey                                       | Saint-Laurent-du-Bois                                                        | Entre-deux-Mers | 44° 37′ 43″ N, 0° 08′ 18″ O Cavité sensible selon Karsteau                                                       | +00577, m         | +06, m          | Spéléométrie de la France & Karsteau & 25 ans d’explorations souterraines en Gironde | ?-?         |